# Sobór Świętych Starców Optyńskich

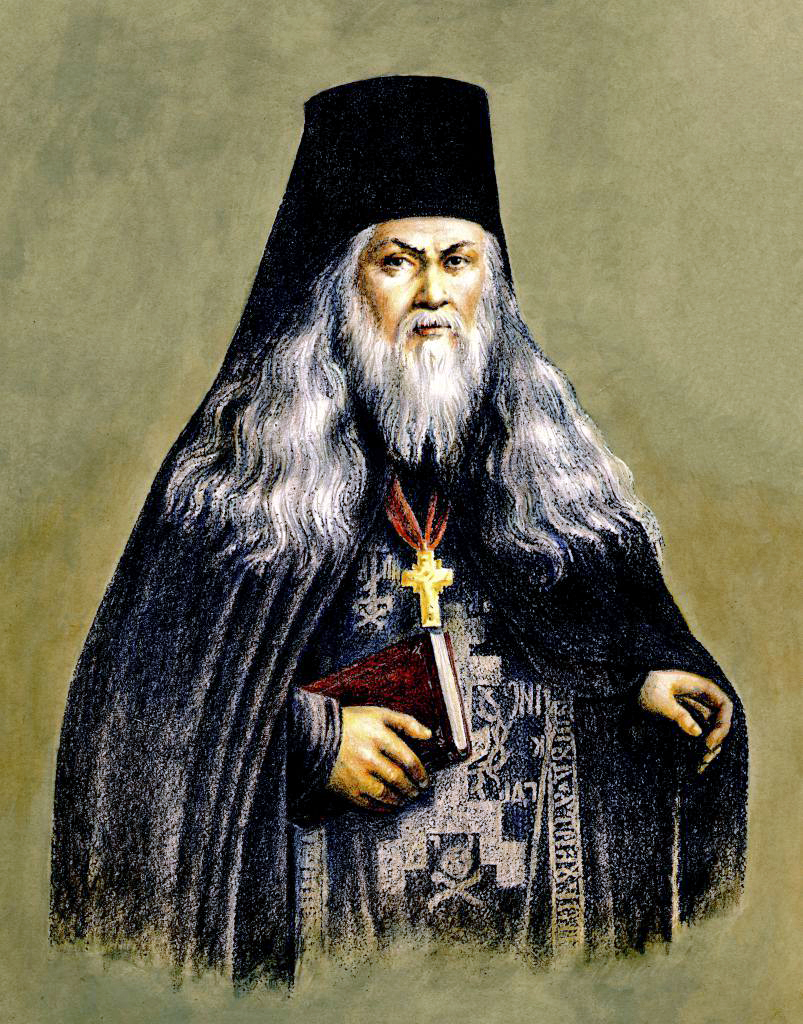
Lew z Optiny w szatach schimnicha

Sobór Świętych Starców Optyńskich – zbiorcze określenie świętych mnichów prawosławnych, kanonizowanych w dniach 26-27 czerwca 1996 w Rosyjskim Kościele Prawosławnym, zaś od 2000 czczonych przez wszystkie Kościoły autokefaliczne. 
W skład Soboru wchodzą święci starcy żyjący w Pustelni Optyńskiej między ustanowieniem w niej instytucji starczestwa a likwidacją monasteru przez władze radzieckie w 1923. Są to:
- Lew z Optiny
- Makariusz z Optiny
- Mojżesz z Optiny
- Antoni z Optiny
- Hilarion z Optiny
- Ambroży z Optiny
- Izaak I z Optiny
- Anatol Starszy z Optiny
- Józef z Optiny
- Warsonofiusz z Optiny
- Anatol Młodszy z Optiny
- Nektariusz z Optiny

W skład Soboru zalicza się również dwóch mnichów, którzy nie działali jako starcy w działającej Pustelni Optyńskiej, lecz byli z nią związani: 
- Nikon z Optiny
- Izaak II z Optiny